# 波蒂尼峰
波蒂尼峰（英語：Poutini Peak），是南極洲的山峰，位於維多利亞地的斯科特海岸，處於穆里豪峰以西1.5公里的鮑登冰川南岸，由新西蘭地理委員會命名，現時由南極條約體系管理。